# Filinia opoliensis
Filinia opoliensis is een raderdiertjessoort uit de familie Trochosphaeridae. De wetenschappelijke naam van deze soort is voor het eerst geldig gepubliceerd in 1898 door Zacharias.